# Lanarkshire Meridionale
Il Lanarkshire Meridionale (gaelico scozzese Siorrachd Lannraig a Deas) è un'area amministrativa della Scozia.

## Località
- Abington
- Ashgill
- Auchengray
- Auchenheath
- Biggar
- Blackwood
- Blantyre
- Bothwell
- Braehead
- Braidwood
- Cambuslang
- Carluke
- Carnwath
- Carstairs
- Coalburn
- Cobbinshaw
- Coulter
- Crawford
- Crawfordjohn
- Crossford
- Dalserf
- Dolphinton
- Douglas
- Douglas Water
- East Kilbride
- Elsrickle
- Forth
- Glassford
- Hamilton
- Kirkfieldbank
- Kirkmuirhill
- Lanark
- Larkhall
- Law Village
- Leadhills
- Lesmahagow
- Newbigging
- Nerston
- Pettinain
- Quarter
- Rigside
- Rutherglen
- Stonehouse
- Strathaven
- Symington
- Tarbrax
- Thankerton
- Uddingston
- Woolfords